# S'Alguer
S'Alguer és una cala de la Costa Brava, al terme municipal de Palamós (al Baix Empordà). Amb la seva urbanització arran de mar, conforma un conjunt històric declarat bé cultural d'interès nacional. A la platja de s'Alguer hi fondegen nombroses embarcacions de recreació.
La cala S'Alguer és un tradicional veïnat de pescadors, entre el lloc de la Fosca i la Platja de Castell, vora l'antic castell de Sant Esteve de Mar. Arrenglerades davant del mar i arrecerades sota la zona boscosa que els fa d'aixopluc, hi ha les barraques de pescadors, antigues construccions destinades a guardar les barques i els atuells de pesca, que conserven tot el seu encant com a bell testimoni d'una activitat humana intrínsecament relacionada amb el mar. Aquestes construccions, amb parets de pedra i voltes de ceràmica a la catalana amb tres gruixos de maó, disposen de terrasses i rampes naturals per varar-hi les barques. Són un important exemple d'arquitectura popular i tradicional plenament integrada en el paisatge.